# رادک توپال
رادک توپال (چکی: Radek Ťoupal؛ زادهٔ ۱۶ اوت ۱۹۶۶) بازیکن هاکی روی یخ اهل چکسلواکی بود.